# شيلدون كينسر
شيلدون كينسر (بالإنجليزية: Sheldon Kinser)‏ هو مهندس أمريكي، ولد في 9 ديسمبر 1942، وتوفي في 1 أغسطس 1988.

## روابط خارجية
- شيلدون كينسر على موقع DriverDB.com (الإنجليزية)